# Canton d'Agonat
Le canton d'Agonat est un ancien canton français du département de la Dordogne. Il faisait partie du district de Perigueux et avait pour chef-lieu Agonat.

## Historique
Le canton de Ligueux est l'un des cantons de la Dordogne créés en 1790, en même temps que les autres cantons français. Il a été remplacé au mois de novembre de la même année par le canton d'Agonat qui est rattaché au district de Perigueux jusqu'en 1795, date de suppression des districts.
Lorsque ce canton est supprimé par la loi du 8 pluviôse an IX (28 janvier 1801)  portant sur la « réduction du nombre de justices de paix », ses communes sont alors réparties sur trois cantons dépendant de l'arrondissement de Périgueux :
- le canton de Brantôme (Agonnac, Eyvirat, Saint-Front-d'Alemps, Sincenac),
- le canton de Périgueux (Pressac-d'Agonnac),
- la canton de Savignac-les-Églises (Cornille, Ligueux).

## Composition
- Agonat[2]
- Cornille[3]
- Eyvirac[4]
- Ligneux[5]
- Peyssac Dagonnat[6]
- Saint Front d'Alemps[7]
- Saint Cenac[8]